# Pirámide de La Danta
La denominada Pirámide de La Danta es una gran obra de la arquitectura maya, cuya construcción se remonta al año 300 a. C, dentro del Período Preclásico mesoamericano. Se encuentra en el sitio arqueológico El Mirador ubicado en el departamento del Petén, Guatemala. La palabra "danta" es otro nombre local que se le da al tapir, que es el mamífero más grande que habita la selva del Petén, y la pirámide fue bautizada con ese nombre para hacer referencia a su gran tamaño. Al igual que el resto de El Mirador, esta enorme estructura yace oculta por la selva.
Se calcula que el volumen total de la construcción ronda los 2,800,000 m³, superando por 200,000 m³ a la Gran Pirámide de Keops en Guiza, Egipto, con 2,600,000 m³, y solo superada por la Gran Pirámide de Cholula en Puebla, México con 4,500,000 m³.La Danta, junto con otras dos pirámide adyacentes, está construida sobre una plataforma piramidal, formando una acrópolis de grandes proporciones, y sostiene 19 estructuras grandes y una multitud de edificios pequeños, alcanzando una altura total de 72 metros. No obstante, se desconoce si la estructura se construyó sobre un terreno llano o se aprovechó alguna colina natural, lo que era una práctica común en la construcción de pirámides en Mesoamérica. Por altura La Danta está entre las pirámides más altas construidas en la América precolombina. superando a la Pirámide del Sol en Teotihuacán (México) con una altura de 66 metros y al Templo de la Serpiente Bicéfala en Tikal (Guatemala), que mide 70 metros de altura.
La magnificencia de este templo precolombino y otros descubrimientos recientes en la Cuenca del Mirador son muestras de la cultura altamente sofisticada que existió durante el Preclásico maya, y que contradicen la opinión aceptada generalmente, de que ese periodo fue de una cultura y tecnología incipientes. Además el arqueólogo Richard D. Hansen, director de investigaciones en El Mirador, afirmó que esta ciudad, hogar de La Danta, fue la capital Preclásica Tardía del legendario Reino de Kaan (Reino de la Serpiente), aunque solo se ha encontrado un ejemplo del glifo emblema de Kaan en el sitio periférico de La Muerta, el texto que lo acompaña está muy erosionado para poder confirmarse definitivamente. Lo que sí es seguro, es que la ciudad de Calakmul en Campeche (México) fue la capital del Clásico Tardío de dicho imperio.

## Descripción
La construcción está compuesta por tres plataformas, la más grande de las cuales mide de 330 x 200 m, sobre la que se elevan una serie de construcciones piramidales que en su punto más alto alcanzan los 72 m de altura. Fue morada de miembros de familias principales de la ciudad, pues cuenta con una serie de instalaciones administrativas, habitacionales, ceremoniales, e incluso militares pero con orientación religiosa.

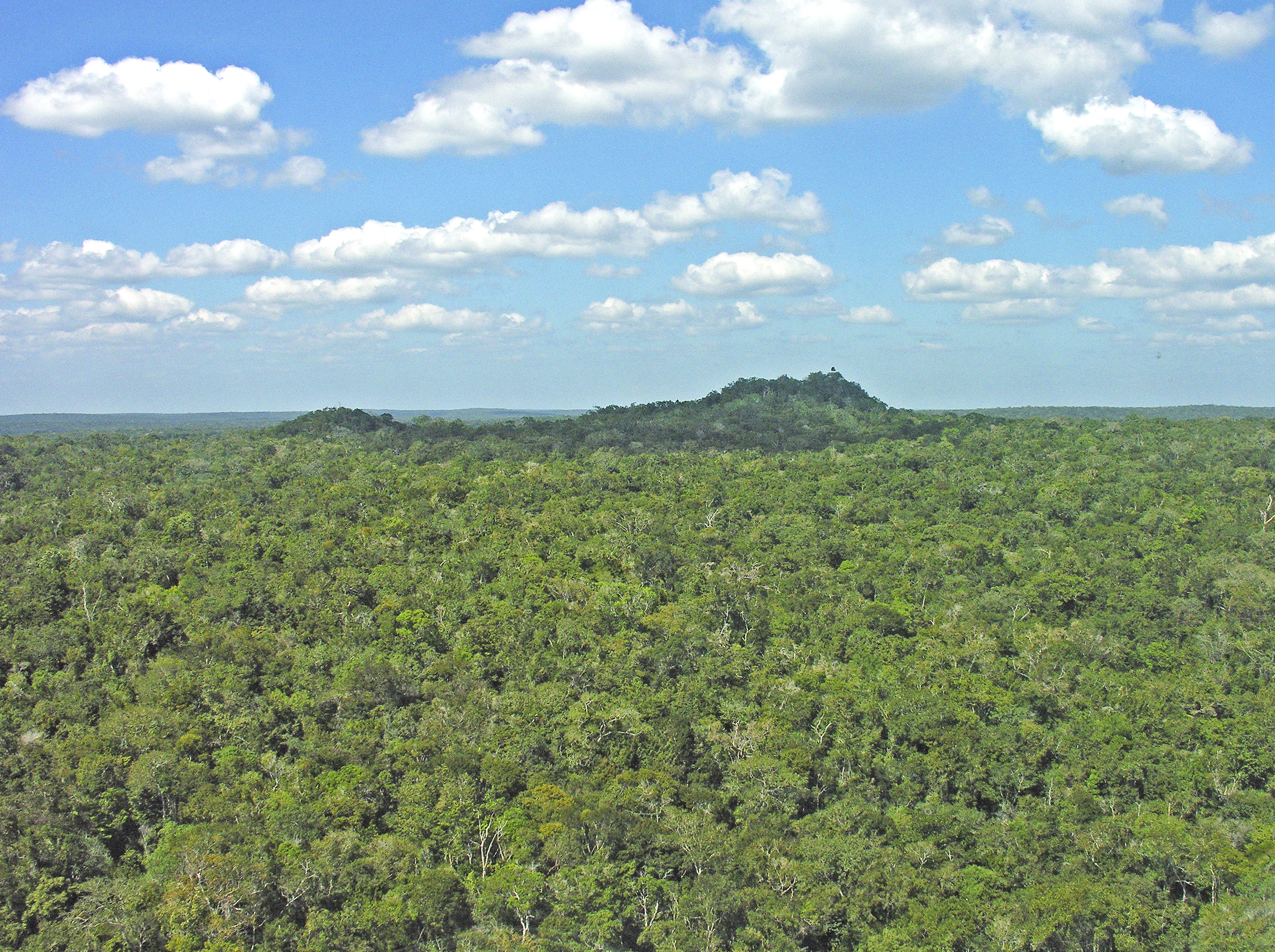
Complejo de La Danta en 2010.

Específicamente, el Complejo La Danta consta de una acrópolis de patrón triádico sobre tres plataformas de nivelación escalonada y ha sido fechada en el período Preclásico Tardío. El complejo es tan grande, que los investigadores han considerado que podría haber sido una ciudad pequeña próxima a El Mirador, en lugar de un edificio de la misma ciudad. El complejo consta de una estructura principal que es el punto más alto de El Mirador, ubicado encima de la tercera plataforma; el uso de las estructuras triádicas estaba relacionado con amplios lugares ceremoniales. La construcción tiene el edificio principal cuya fachada está dirigida hacia el oeste y todo el complejo es ascendente hacia el este, principiando por la primera plataforma; además consta de mascarones en las fachadas principales de todos los edificios. El estilo utilizado para esta masiva construcción ya no fue repetido en las ciudades mayas de los períodos posteriores.

### Primera plataforma
Conocida también como «la base» fue el punto de acceso al público y de conexión con la Calzada Danta, que la comunicaba con El Mirador; sobre ella se localizan los grupos «La Pava», «Lagartija» y «Tolok», así como dos canales y un reservorio.
Fue construida de capas de sascab y tiene 330 m de largo en la dirección norte-sur y 280 m de ancho en la dirección este-oeste hasta unirse con el terreno natural. En ella se encuentran el edificio conocido como «grupo de conmemoración astronómica», un palacio y una pirámide triádica denominada «La Pava». En esta plataforma, que posee una altura de 12 m y una desviación de 13º30’ con respecto al Norte real, convergían varias calzadas mayores que comunicaban la estructura con la Gran Acrópolis Central, y con Nakbé. La escalinata central de la primera plataforma tiene al menos 10 metros de ancho y siete escalones que conducen hacia el grupo La Pava.

#### Acrópolis de «La Pava»
La acrópolis de «La Pava» se encuentra situada en la parte oeste del Complejo de la Danta y consta de varios edificios masivos alrededor de una plaza principal de 4400 m², conocida como «Plaza Pavos». Tiene dos niveles, el primero de los cuales es un descanso en forma de patio rodeado de cinco edificios, y el segundo tiene tres edificios con el patrón triádico. El edificio principal, conocido como Edificio 2A6-3 por los arqueólogos, está orientado hacia el norte y contaba con mascarones a ambos lados de la entrada y una cámara superior; este edificio parece haber sido de índole ceremonial, pues domina toda la primera plataforma. Otro de los edificios en la plataforma, el Edificio 2A6-6 —que fue extensamente estudiado por los arqueólogos—, muestra un proceso ceremonial de abandono: los mascarones que estaban tallados en piedra fueron retirados y enterrados al pie de la estructura y todo recubierto con estuco. Al sureste de la «Plaza Pavos» existe un reservorio de 2190 m² de área y 5 m de profundidad con un canal de drenaje proveniente de la segunda Plataforma.

#### Grupo «Lagartija»
El grupo «Lagartija» se localiza detrás de la estructura 3A6-3 del grupo «La Pava» y al norte del reservorio y consta de once estructuras en torno a cuatro patios. Los cuatro patios son: 
- Patio A: al noroeste del grupo, posee 830 m² de área y está rodeado por las Estructuras 3A6-8 al oeste,3A7-15 al norte, y 3A7-8 y 3A7-9 en el extremo este. La Estructura 3A6-8 es el montículo principal del grupo y tiene 1,50 m de altura situándose en el extremo noroeste del grupo.[16]
- Patio B: en la parte noreste del grupo con 560 m² de área; está rodeado por las Estructuras 3A7-7 y 3A7-8 y es abierto por los lados este y sur.
- Patio C: se localiza al sur del Patio B y ocupa 346 m² rodeado por dos pequeñas estructuras (3A7-9 y 3A7-11) y una albarrada de 18 m de largo.[18]
- Patio D: espacio rectangular de 276 m², rodeado por las estructuras 3A7-10 y 3A7-11 al norte, 3A7-12 al sur y por 3A7-13 y 3A7-14 al suroeste. Este edificio tiene evidencia de un saqueo en su fachada norte.[18]

#### Grupo «Tolok»
Este grupo está ubicado en el extremo sureste de la Acrópolis de «La Pava»; consta de varias estructuras del período Clásico Tardío acomodadas sobre plataformas de gran tamaño. La plaza del Grupo «Tolok» es amplia y tiene 50 x 62 m de área; al oeste de la plaza está la Estructura 2A7-14 que es un edificio tipo palacio de 35 m de largo, 10 m de ancho y 4 m de altura en cuya base están los remanentes de una escalinata saliente, un rasgo arquitectónico común para el período Clásico en la región de El Mirador. La Estructura 2A7-15 está en el lado sur de la plaza central y mide 117 m de largo por aproximadamente 10 m de ancho; fue construida en el Clásico Tardío y posee varios recintos que están sobre una plataforma que se extiende en dirección este-oeste. Desde cualquier punto de la 2A7-15 se tenía una vista impresionante de la Pirámide La Danta. Ambas estructuras  están unidas a antiguas construcciones, demostrando la importancia de los recintos preclásicos en el establecimiento y fundación de viviendas pertenecientes a la época Clásica.

### Segunda plataforma
Esta consiste en una amplia estructura en donde hay numerosos edificios pequeños que tienen de uno a dos metros de altura, los que, de acuerdo a los investigadores, habrían sido construidos en el período Clásico Tardío, siete siglos después de que La Danta y El Mirador hubieran sido abandonados. Aunque en mal estado de conservación, se determinó que la escalinata estaba en posición remetida en la fachada y que alguna vez tuvo mascarones. La segunda plataforma tiene 180 m de largo en dirección norte-sur y 240 m este-oeste con una altura de 10 m y una desviación de 9º26’ con respecto al Norte real. En ella se localiza la Plaza «Witzizil», la «Acrópolis Danta», y los grupos «Saraguate» y «Barba Amarilla». Su superficie es relativamente plana con pendientes principalmente en los lados norte y oeste. Al igual que la primera plataforma, gran parte de los bloques de la escalinata fueron extraídos de su contexto original y reutilizados.

#### Plaza «Witzizil»
Esta plaza está al pie de la «Acrópolis Danta», y tiene un área de más de 5500 m². En la plaza hay restos visibles de muros probablemente de residencias domésticas, y gran cantidad de fragmentos de cerámica utilitaria del período Clásico. En los extremos norte y sur de la Plaza «Witzizil» se localizan las estructuras 3A7-5 y 2A7-3, respectivamente. El tamaño de las viviendas ubicadas en esta plaza es pequeño, y están dentro de un complejo sistema de habitaciones construidas con muros bajos mezclado con materiales perecederos.

#### Acrópolis «Danta»

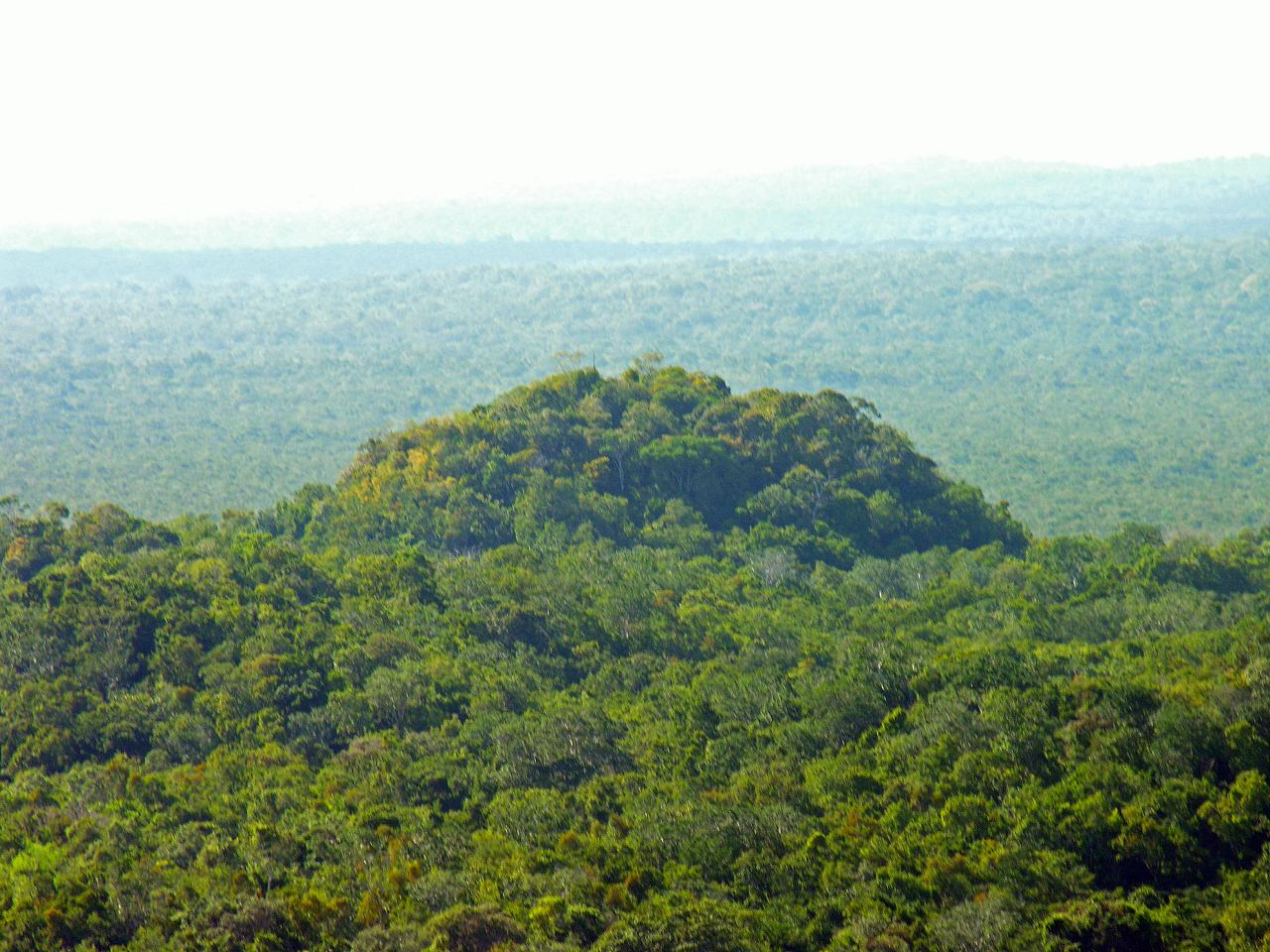
Vista aérea del edificio principal de la Estructura 2A8-2 del Complejo de La Danta.

Situada en la cima de una colina natural es el edificio más importante y representativo de El Mirador y fue construido durante la época Preclásica. La base piramidal del edificio mide 135 x 130 m con una altura de 25 m, la cual sostiene siete edificios superpuestos en torno a una estructura principal, la 2A8-2, ubicada al este. La altura total de la Acrópolis Danta es de 51 m. Al parecer, durante el Preclásico el modelo arquitectónico del edificio era de forma triádica —formado por las estructuras 3A8-1 y 2A8-3—, y los otros edificios conforman un arreglo que se construyó posteriormente.
Los estudios han demostrado que luego del colapso de El Mirador a finales de período Preclásico Tardío, la «Acrópolis Danta» sufrió un aparente abandono en el Clásico Temprano. Igualmente, varios cuartos fueron construidos en toda la plaza y se conectan entre sí por medio de pequeñas jambas y pasajes estrechos. Además, una serie de seis pisos fueron encontrados en la plaza, los cuales corresponden a varias remodelaciones ocurridas durante el Preclásico Tardío, encontrándose también restos de pisos muy deteriorados del complejo Lac Na. Dentro de los cuartos fueron encontrados algunos fragmentos de cerámica polícroma, incluyendo un fragmento de vaso con un motivo en forma de tablero de ajedrez; también, se localizaron varios fragmentos de figurillas y silbatos con representaciones asociadas con dioses y seres mitológicos, entre otros. Finalmente, los arqueólogos localizaron varios sepulcros entre los rellenos de los pequeños cuartos de la «Acrópolis Danta» y descubrieron que los bloques de las fachadas de los edificios preclásicos de la misma fueron reutilizados para bancas y muros de cuartos. 
La estructura 2A8-2 es el edificio principal de la «Acrópolis Danta». Tiene 26 m de altura y es uno de los edificios más investigados por los arqueólogos; las primeras excavaciones en este sitio fueron emprendidas por el proyecto de la Brigham Young University en 1979.
Otro edificio que ha sido intensamente excavado es la Estructura 3A8-1 situada al noroeste de la Estructura 2A8-2. El edificio fue prácticamente desmantelado por los pobladores del Clásico quienes utilizaron los bloques de la fachada para construir pequeñas habitaciones en la parte frontal similares a los colocados en el templo principal de la Acrópolis Danta.

#### Grupo Saraguate
Está ubicado sobre la segunda plataforma del «Complejo Danta» al pie del gran templo en el lado sur y consta de veinticuatro estructuras con nueve patios. 
- Patio A: con un áreas de 300 m² de área, está rodeado por las Estructuras 2A7-1 y 2A7-20 al norte, 2A7-4 al este y 2A7-3 al oeste. Al norte del Patio A se localizan las estructuras 2A7-1 y 2A7-20, las cuales forman un edificio abovedado de 3 m de altura que está orientado de este a oeste. Este edificio presenta varias trincheras de saqueo.

La estructura 2A7-4 se localiza al este del Patio A y se trata de un montículo rectangular con bóveda de 3 m de altura. Este edificio posee dos trincheras de saqueo que penetraron el interior poniendo al descubierto dos cámaras. En la fachada norte se encontró una serie de muros en el interior de una habitación. Al centro de la Estructura 2A7-4 se localizó una trinchera de saqueo en cuyo interior aún se podía observar parte de una cámara abovedada en serio peligro de colapso. La pared interior de este cuarto presentaba estuco con incisiones. Otra trinchera fue localizada en el lado este del edificio, en ella se podía observar el interior de otro recinto conformado por muros tallados de 0,40 x 0,55 x 0,23 m de grosor. La cerámica encontrada está constituida por los tipos más representativos de El Mirador
- Patio B: se localiza al este de la estructura 2A7-4 y tiene un área de 375 m². Está delimitado por la Acrópolis «Danta» al norte y las estructuras 2A7-5 y 2A7-6 al sur; esta última posee una longitud de 32 m, una altura de 2 m desde el nivel del patio y en ella existen cuatro trincheras de saqueo. Varios fragmentos de cerámica polícroma fueron recuperados por los arqueólogos entre las depredaciones, específicamente provenientes de los rellenos de los pisos, asociados con una tumba saqueada.[24]
- Patio C: con un área de 360 m², está separado del Patio B por una pequeña terraza de 9,50 m de alto. La esquina suroeste del basamento de la Pirámide La Danta posee un nivel plano a manera de tribuna desde la cual se observan sin problema los patios A, B y C. Es probable que en dichos patios se hayan llevado a cabo actividades ceremoniales ya que el espacio que ocupan es relativamente grande, agregando que se encuentran al pie de la Acrópolis «Danta». Mientras al este del Patio C, se encuentra localizado el Patio D, un patio cerrado con un área de 270 m².[24] Al norte, se localizan las Estructuras 2A8-6 y 2A8-16, esta última desafortunadamente con cuatro trincheras de saqueo.[25]
- Patios E y F: se localizan en la parte este del Grupo Saraguate y poseen 165 m² y 140 m², respectivamente. Estos patios están separados por la Estructura 2A8-11 orientada de norte a sur.

### Tercera plataforma
Soporta el grupo triádico más importante del complejo, identificado como Estructura 2A8-2, y que es la pirámide principal del grupo; esta estructura tiene 25 m de altura desde la tercera plataforma y está orientada hacia el oeste, formando el eje este-oeste de El Mirador junto con la pirámide de El Tigre. El sitio arqueológico muestra muros expuestos en los costados sur y norte que tienen evidencia de que alguna vez hubo mascarones a los lados de la escalinata.
El edificio superior contó con una cámara con techo de mampostería y hay evidencia de que había paredes verticales con cornisas y techos, pero estos se derrumbaron; es sobre la base de estos descubrimientos que se hicieron en la estructura que los arqueólogos estiman que el complejo alcanzó una altura total desde la primera plataforma de 76 m.

## Historia
Para la construcción del complejo, es posible que se haya aprovechado algunas de las construcciones ya existentes en el lugar, pues éste estuvo habitado desde el Preclásico Medio —1000 a. C.—. Ahora bien, la motivación para la construcción de semejante estructura no está clara para los arqueólogos, aunque existe la teoría de que la misma esté relacionada con la creación de una montaña sagrada artificial, en la que salía el Sol por el centro para quienes la habitaban. Los mascarones del complejo tienen rostros antropomorfos con una gran nariz prominente en forma de pico, que sugieren que la estructura fue dedicada a poderes divinos de dioses y, posiblemente, gobernantes y sacerdotes.
La ciudad fue abandonada durante siglos, como lo evidencia el derrumbe de los niveles superiores que colapsaron y durante siete siglos de erosión terminaron cubriendo los mascarones, escalinatas y muros de La Danta con capas de escombros de hasta 4 m de espesor; los arqueólogos consideran que la ciudad colapsó y no fue simplemente abandonada, pues no hubo construcciones, reparaciones ni mantenimiento en la misma durante más de setecientos años. No fue sino hasta el Clásico Tardío y Clásico Tardío Terminal que la ciudad fue reocupada, pero solo por una población modesta cuyos miembros vivieron en medio de las ruinas preclásicas.